# (314) Rosalia
(314) Rosalia és un asteroide pertanyent al cinturó d'asteroides descobert l'1 de setembre de 1891 per Auguste Honoré Charlois des de l'observatori de Niça, França.
Es desconeix la raó del nom.
Rosalia està situat a una distància mitjana de 3,153 ua del Sol, podent acostar-se fins a 2,595 ua. Té una excentricitat de 0,1771 i una inclinació orbital de 12,56°. Emplea 2045 dies a completar una òrbita al voltant del Sol.